# Michelina Di Cesare
Michelina Di Cesare, indicata anche col cognome De Cesare (Caspoli, 28 ottobre 1841 – Mignano Monte Lungo, 30 agosto 1868), è stata una brigante italiana, nata nell'allora Regno delle Due Sicilie.

## Biografia
Nata poverissima a Caspoli, frazione di Mignano Monte Lungo, nella provincia di Terra di Lavoro, oggi in provincia di Caserta, Michelina Di Cesare ebbe un'infanzia disagiata. I suoi genitori, Domenico Antonio Di Cesare e Giuseppa Diodati, erano braccianti. Insieme al fratello infatti, secondo una nota del sindaco di Mignano, Michelina si rese protagonista sin da piccola di piccoli furti ed abigeati nel circondario di Caspoli.
Nel 1861 sposò Rocco Zenga, che morì l'anno seguente, lasciandola vedova. Nel 1862 conobbe Francesco Guerra, ex soldato borbonico e disertore per l'esercito italiano, il quale si diede alla macchia aggregandosi alla banda di Rafaniello, fino a diventarne capo nel 1861 alla morte di costui. Michelina ne divenne la donna e in seguito lo raggiunse in clandestinità, come testimoniato in un interrogatorio del brigante Ercolino Rasti nel 1863. Secondo alcuni, i due si sposarono nella chiesa di Galluccio, anche se non c'è registrazione del matrimonio; vi sono invece alcune testimonianze nelle carte processuali relative all'interrogatorio dell'11 maggio 1865 a Domenico Compagnone, che parla della donna definendola Michelina Guerra moglie di quest'ultimo.
Ciò di cui si ha maggiore certezza è il ruolo di Michelina nella banda: essa ne divenne un elemento di spicco e fu stretta collaboratrice del suo uomo e capobanda. Di ciò si ha chiara notizia dalla testimonianza dello stesso Domenico Compagnone, che nell'interrogatorio aggiunge: La banda è composta in tutto di 21 individui, comprese le due donne che stanno assieme a Fuoco e Guerra, delle quali quella di Guerra è anch'essa armata di fucili a due colpi e di pistola. Della banda [solo] i capi sono armati di fucili a due colpi e di pistole, ad eccezione dei due capi suddetti che tengono i revolvers. Dunque non solo Michelina Di Cesare fece parte effettiva della banda, ma dalle armi che portava se ne ricava che fu una dei suoi capi.
La tattica di combattimento della banda era tipicamente di guerriglia, con azioni effettuate da piccoli gruppi che, concluso l'attacco, si disperdevano alla spicciolata per riunirsi in seguito in punti prestabiliti.
La banda di cui Michelina faceva parte, talvolta singolarmente, talvolta in unione ad altre note bande locali, operò per parecchi anni (dal 1862 al 1868, come appare dalla nota del sindaco) nel territorio tra le zone montuose di Mignano e i paesi del circondario, compiendo assalti, grassazioni, ruberie e sequestri. In particolare si ricorda l'assalto al paese di Galluccio, compiuto con un singolare stratagemma: alcuni briganti si travestirono da carabinieri e finsero di condurre altri briganti nella loro caserma. Le scorrerie non scemarono neppure quando, dopo il 1865, in molte altre zone del Sud il brigantaggio era stato fortemente ridimensionato.
Nel 1868 fu inviato in quelle zone il generale Emilio Pallavicini di Priola con pieni poteri per dare una stretta decisiva alla lotta contro il brigantaggio. Michelina Di Cesare, mentre tentava di fuggire, venne dapprima ferita dal medico del battaglione che braccava lei ed il marito, poi fu finita da un gruppo di soldati. I loro corpi, messi a nudo, furono esposti nella piazza centrale di Mignano a monito della popolazione locale.

## Le foto

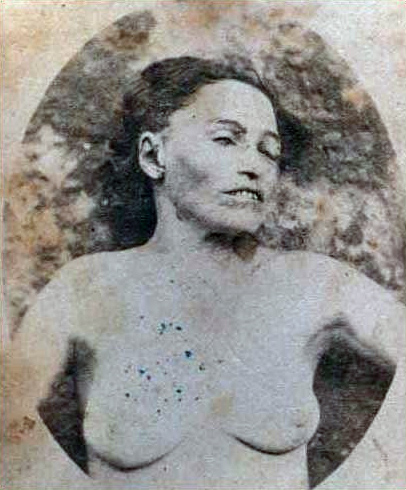
Fotografia del cadavere della brigante Michelina Di Cesare, attiva in Terra di Lavoro; sorpresa ed uccisa assieme ad alcuni compagni nel 1868, il suo cadavere denudato fu esposto sulla piazza principale di Mignano come monito per la popolazione locale.

Michelina Di Cesare fece largo uso della fotografia per propaganda ideologica, facendosi ritrarre in costume tradizionale da contadina del luogo, armata di fucile e pistola. Il fotografo forse fu al servizio dei Borbone. Vestita di un costume come quello indossato nei giorni di festa dalle contadine della provincia pontificia di Campagna e Marittima, Michelina Di Cesare, fu fotografata probabilmente in un atelier di Roma nel 1865, durante una delle tante fughe strategiche nel regno del Papa-Re, insieme alla banda Guerra, Fuoco, Ciccone e Pace.
Tuttavia le immagini che fecero scalpore furono quelle della propaganda sabauda. La guerra al brigantaggio fu infatti condotta anche con i media, facendo un uso capillare ed esteso della fotografia, che in quegli anni conosceva le sue prime diffusioni su larga scala. I fotografi al seguito delle truppe unitarie venivano chiamati sul posto della cattura o a seguito dell'uccisione di briganti. Michelina Di Cesare, uccisa nello scontro a fuoco, venne denudata insieme ai compagni uccisi con lei e fotografata. Dalle immagini appare profondamente sfigurata, tumefatta, come se avesse subito percosse, tali da aver generato l'opinione che fosse morta sotto tortura.
Questa la descrizione dello scontro finale redatto dai militari:
(Dal verbale redatto dai militari)

## Nella cultura di massa
- Alla brigantessa sono state dedicate le canzoni Il sorriso di Michela, di Eugenio Bennato, pubblicata nell'album Canzoni di contrabbando (2016),[9] e Michelina, del gruppo folk MBL (Musicisti Basso Lazio), pubblicata nell'album Taranta Ribelle (2015).
- È uno dei personaggi principali della serie TV Briganti (2024), nella quale è stata interpretata dall'attrice Matilda Lutz[10].

## Galleria d'immagini

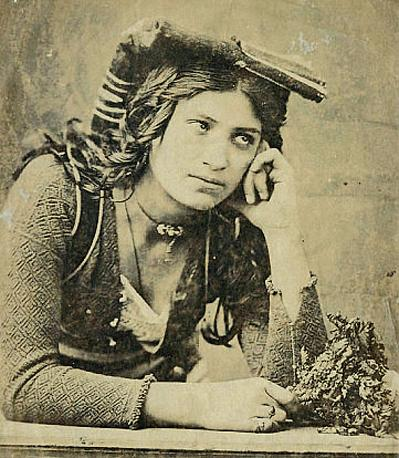
Michelina Di Cesare.
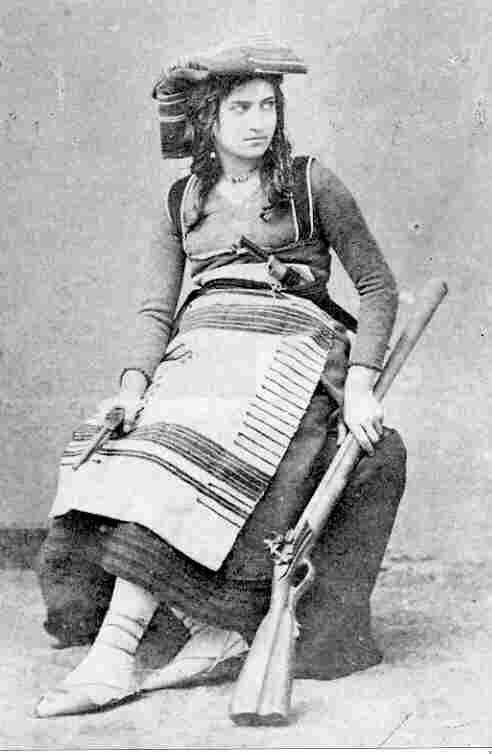
Michelina Di Cesare in abiti tradizionali.